# Font Pedrosa (l'Estany)
La Font Pedrosa és una font del terme municipal de l'Estany, a la comarca del Moianès, protegida com a bé cultural d'interès local.
Està situada a 941 metres d'altitud, en el sector meridional del terme, just al nord de la masia de Cal Jan, en el vessant de ponent del Serrat de l'Horabona.

## Descripció

La Font Pedrosa, respecte del terme de l'Estany

Es tracta d'una surgència natural d'aigua, situada a mitja vessant de ponent del serrat de l'Horabona formada per un mur de contenció de terres de paredat amb un petit espai interior format per una volta de canó que protegeix una petita mina. Consta d'una llosa amb inscripcions dels segles XVIII i XX al costat del broc, i un paviment de llosa de pedra al davant.

## Notícies històriques
El monestir de Santa Maria de l'Estany encarregà ceràmica l'any 1562 a Joan Beulaguet per a unes obres d'arranjament de la font.
La inscripció de "1737" segurament correspon a algun tipus d'intervenció en la font. També es pot llegir "Renovada 1928".
L'any 1890 hi ha una notícia històrica que esmenta que la font raja permanentment.
La font es troba dins de l'Espai Natural Protegit del Moianès.